# W. Mareotis Tholus
Il W. Mareotis Tholus è una struttura geologica della superficie di Marte.